# マフィアへの挑戦6/三人の女
『マフィアへの挑戦6/三人の女』（マフィアへのちょうせん6/さんにんのおんな、原題:Nightmare in New York）は「死刑執行人シリーズ」の第7作目。
原題の『ニューヨークの悪夢』が示す通り、かなり凄惨な内容である。
作者はドン・ペンドルトン。日本語への翻訳者は高見浩。

## 出版社
アメリカ合衆国：ピナクル社
 日本：東京創元社

## ストーリー
ニューヨークのケネディ国際空港に降り立ったボランはフレディ・ギャンベラの手下サム・ザ・ボマーの襲撃を受ける。
負傷したボランは居合わせた3人の女に助けられ彼女たちのアパートに運び込まれる。
歩けるまで回復したボランは再びマフィア狩りに出かける。
だが、ボランの身を案じた3人の女の一人エヴィー・クリフォードはボランを探しにでかけ、ギャンベラ一味につかまってしまう。

## 登場人物
マック・ボラン
死刑執行人
フレディ・ギャンベラ
マフィアの大ボス。ニューヨークのブルックリン地区を縄張りにしている。フレディ一世を自称するなど誇大妄想気味。
サム・ザ・ボマー
フレディの手下。
レオ・ターリン
隠密捜査官。
エヴィー・クリフォード
ブティックの共同経営者。
ポーラ・リンドリー
エヴィーのルームメイト。ブティックの共同経営者。